# Jan Kowalczyk
Jan Kowalczyk (Draschendorf, 1941. december 18. – Varsó, 2020. február 24.) olimpiai bajnok és ezüstérmes lengyel lovas, díjugrató.

## Pályafutása
Három olimpián vett részt. (1968, Mexikóváros, 1972, München, 1980, Moszkva). Az 1980-as moszkvai olimpián díjugratás egyéniben arany-, csapatversenyben ezüstérmes lett társaival Marian Kozickivel, Wiesław Hartmannal és Janusz Bobikkal.

## Sikerei, díjai
- Olimpiai játékok – díjugratás
  - aranyérmes: 1980, Moszkva (egyéni)
  - ezüstérmes: 1980, Moszkva (csapat)